# 소공 석
소공 석(召公 奭)은 서주의 정치가이자, 연나라와 소나라의 초대 군주이다. 제 태공, 주공 단과 함께 주나라를 개국한 공신들 중 한 사람이다.

## 사적
형인 서주 무왕이 소 강공을 소(召) 땅에 봉하고 제후로 삼았다. 그래서 소공(召公), 소공 석(召公 奭), 소백(召伯), 소백 석(召伯 奭), 주 소공(周 召公)으로도 불린다. 
이후에 상나라를 멸망시킨 공이 있어서 무왕이 다시 소 강공을 연(燕) 땅에 봉하고 도읍을 계(薊, 현재의 베이징)로 정하게 하였다. 그러나 무왕이 세상을 떠나고 어린 서주 성왕이 세워지자 소 강공은 그를 보좌하기 위해 자신의 장남인 극(克)으로 하여금 연나라 제후가 되게 하였고 자신은 서주의 수도인 호경(鎬京, 현재의 산시성 시안시)과 원래 봉국인 소나라에 머물렀다.
소 강공은 서주 초기에 오랫동안 활약했던 정치가였고, 또한 오랫동안 주 문왕, 서주 무왕, 서주 성왕, 서주 강왕의 4명의 군주를 섬겼다. 서주 성왕 치세 때, 삼공(三公)이 되었고, 이어서 태보(太保)가 되었다. 주 문공과 섬(陝) 지역을 둘로 나누어서, 그 동쪽 지역을 주 문공이 다스리고, 그 서쪽 지역을 자신이 다스리기로 하였다.
| 전 임 (초대) | 제1대 연 후작 ? ~ ? | 후 임 연후 극 |

| 전 임 (초대) | 제1대 소 공작 기원전 1046년 ~ 기원전 996년 | 후 임 소 유백 |